# Briza paleapilifera
Briza paleapilifera är en gräsart som beskrevs av Parodi. Briza paleapilifera ingår i släktet darrgrässläktet, och familjen gräs. Inga underarter finns listade i Catalogue of Life.